# (330) Адальберта
(330) Адальберта (нем. Adalberta) — астероид части главного пояса и принадлежит к металлическому спектральному классу M. Он был открыт 2 февраля 1910 года немецким астрономом Максом Вольфом в обсерватории Хайдельберга и предположительно назван в честь тестя первооткрывателя.

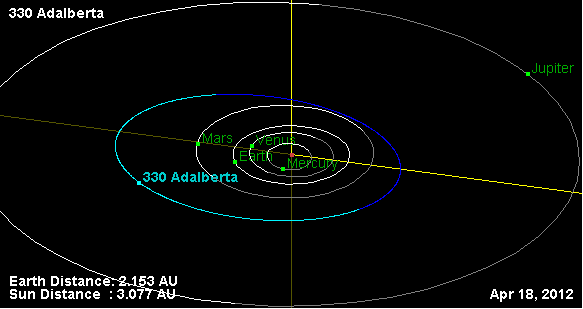
Орбита астероида Адальберта и его положение в Солнечной системе

По утверждениям Макса Вольфа этот объект был обнаружен им ещё 18 марта 1892 года с временным обозначением 1892 X, но вскоре был утерян прежде, чем была вычислена его орбита. Повторное наблюдение имело место лишь один раз — 20 марта, но спустя 100 лет в 1982 году астрономами Ричардом Уэстом, C. Madsen и Л. Д. Шмаделем было показано, что это наблюдение относилось не к астероиду, а к одной из звёзд галактики. Таким образом, было доказано, что объекта 1892 X на самом деле никогда не существовало. Чуть позже, в том же 1982 году имя и порядковый номер мнимого астероида были присвоены другому астероиду Макса Вольфа, открытого им 2 февраля 1910 года с временным обозначением A910 CB и ранее по ошибке находившегося в списке астероидов под порядковым номером 783, под которым сейчас значится астероид (783) Нора. Из-за этой ошибки пришлось переставить астероиды местами и изменить нумерацию нескольких сотен астероидов в списке.